# Banco Bradesco
Banco Bradesco S.A. er en brasiliansk finansiel servicevirksomhed med hovedkvarter i Osasco, São Paulo. Virksomheden driver bank, investeringsbank, realkredit, forsikring, pension og formueforvaltning.
De har 5314 afdelinger og i alt 86.200 ansatte.
Banco Brasileiro de Descontos S.A. blev etableret af Amador Aguiar i Marília i 1943.